# Uma Viagem ao Infinito
Uma Viagem ao Infinito é um filme documentário de 2022 da Netflix, dirigido por Jonathan Halperin e Drew Takahashi, que explora o conceito de infinito por meio de entrevistas com matemáticos, físicos e filósofos ao redor do mundo.

## Elenco
- Alan Lightman
- Brian Greene
- Stephon Alexander
- Steven Strogatz
- Eugenia Cheng
- Rebecca Newberger Goldstein
- Delilah Gates
- Anthony Aguirre
- Moon Duchin
- Carlo Rovelli
- Kenny Easwaran
- Janna Levin
- Sasha Wong Halperin

## Prêmios
O filme ganhou um prêmio de Design Gráfico e Direção de Arte Excepcionais no 44º News and Documentary Emmy Awards.